# 発哺温泉
発哺温泉（ほっぽおんせん）は、長野県下高井郡山ノ内町大字平穏、志賀高原発哺にある温泉。平穏温泉（現湯田中渋温泉郷）の一部に数えられたこともある。志賀高原最初の温泉である。

## 泉質
- 単純温泉、単純硫黄泉、硫化水素泉
  - 源泉温度50℃

西館山南斜面から噴出する噴気を水に通して温泉として利用する特異な形態の温泉である。蒸気温泉を釜に入れ温水化し、沢の湧き水と混合している。

## 温泉街
温泉街というよりも、急峻なスキー場の中腹のスキーホテル街である。スキーが行われるまでは湯治場であったが湯治場の面影は無い。
長野オリンピック、アルペンスキー大回転会場となった東舘山の中腹（標高1,600m）にあり、北信五岳、北アルプスを望む絶景である。
佐久間象山の「沓野日記」にも記される。温泉の名の由来は、蒸気の噴き出す音に由来するという説、湯治客が麓から上がってくるまでにホッポと汗をかいて登ってきたことに由来するという説など諸説ある。
当地には共同浴場、公衆浴場は無い。

## 歴史
発見年についても諸説あり、1802年（享保2年）説、1841年（天保12年）説、1842年（天保13年）説がある。発見者は天狗の湯初代・関新作で天狗尊の夢知らせがきっかけで発見されたと伝わる。

## 交通アクセス
- 鉄道：JR東日本長野駅より長電バス（急行 志賀高原線）で1時間40分、発哺温泉下車。
- 鉄道：長野電鉄湯田中駅より長電バス（志賀高原方面行き）で約60分。発哺温泉下車。
- 道路：上信越自動車道信州中野ICより国道292号を30km。
- 東館山ゴンドラリフト 発哺温泉駅

かつては志賀高原ロープウェイ（発哺温泉駅）も利用可能であったが、2011年（平成23年）5月25日をもって運行を休止し、そのまま廃止された。